# Dominic Dale
Pour les articles homonymes, voir Dale.
Dominic Dale, né Christopher Dale le 29 décembre 1971 à Coventry en Angleterre, est un joueur de snooker professionnel gallois de 1992 à 2025.
Dale a disputé deux finales de tournois classées sur le circuit professionnel, finales qu'il a remporté toutes les deux : au Grand Prix en 1997 et au Masters de Shanghai en 2007. Il compte également une victoire classée mineure sur le championnat du circuit des joueurs 2010-2011.
Sa personnalité détachée et son look métrosexuel, voire excentrique, détonnent dans le monde très convenu du snooker et lui ont valu le surnom à double emploi (amical ou non) de Spaceman. Parallèlement à sa carrière sportive, Dale travaille comme commentateur et présentateur de tournois de snooker pour la BBC. Parmi ses centres d'intérêt, on dénombre l'art déco et l'opéra.

## Carrière
Professionnel depuis 1992, Dale a remporté deux tournois classés, créant la surprise au Grand Prix 1997 de Bournemouth : classé no 54 au classement mondial de snooker, il se qualifie en finale où il bat John Higgins, no 2 mondial, sur le score de 9-6. Cette victoire le projette au 19e rang mondial, son meilleur classement en carrière. En 2000, il atteint les quarts de finale du championnat du monde en battant Peter Ebdon (10-6) et David Gray (13-1). Il finit par s'incliner contre Joe Swail (13-9). Son manque de constance pèse sur sa carrière et ne lui permet pas d'atteindre le top 16 du classement mondial. Il lui faut dix ans pour atteindre une nouvelle finale de tournoi classé au Masters de Shanghai en 2007. Il bat Ryan Day 10-6 en ayant été mené 6-2.
Dale réussit bien les tournois qui ouvrent la saison de snooker : en plus de ses deux seules victoires en tournois classés, toutes deux survenues en début de saison, il a aussi atteint les demi-finales du Masters de Thaïlande 2000, de l'Open du pays de Galles 2004, de la coupe de Malte 2006 et du trophée d'Irlande du Nord 2006, qui se déroulaient aussi en début de saison.
Il est le seul joueur ayant remporté plusieurs tournois classés qui n'ait jamais atteint le top 16 : bien qu'il ait pris la 14e place du classement annuel de la saison 1997-1998, Dale manqua de peu cet accomplissement, à cause d'une mauvaise entame pendant la saison 1998-1999.

Malgré de violentes crampes à l'estomac, Dale réussit l'exploit d'éliminer Peter Ebdon lors d'un match à la coupe de Malte en 2008.

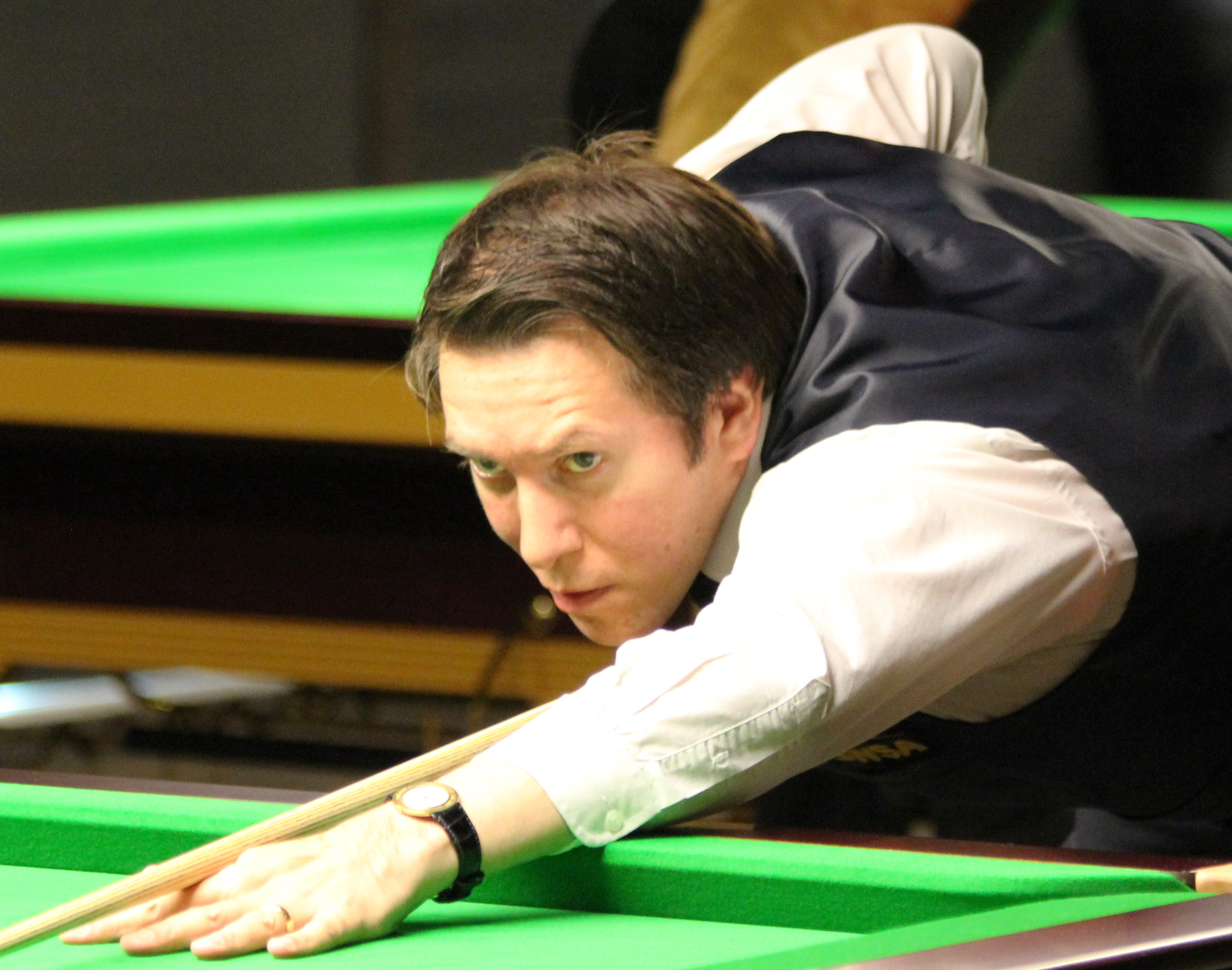
Dale au Classique Paul Hunter 2012.

Dale remporte un tournoi classé mineur du championnat du circuit des joueurs en 2010 après sa victoire contre Martin Gould 4-3 en finale. La même saison, il se qualifie au championnat du monde pour la première fois depuis 2004, et s'incline contre Ronnie O'Sullivan (10-2). La saison suivante, il perd une nouvelle finale sur le championnat du circuit des joueurs contre Michael Holt. Il se qualifie ensuite pour le championnat du monde pendant trois années consécutives et parvient même à aller jusqu'en quart de finale en 2014, performance qui ne lui était plus arrivée depuis l'édition 2000, battant Mark Davis (10-5) et Michael Wasley (13-4), avant de perdre contre Barry Hawkins (13-12), après avoir été mené 11-5 et avoir mené 12-11. La même année, il remporte le Snooker Shoot Out contre Stuart Bingham. En 2016, il va jusqu'en demi-finale du Classique Paul Hunter.
Depuis, ses résultats se sont nettement détériorés, si bien qu'il a été relégué du circuit professionnel à la fin de la saison 2018-2019. Néanmoins, il a regagné sa place dès la saison suivante, pour entamer sa 30e saison d'affilée à ce niveau. En janvier 2023, Dale retrouve les demi-finales en tournoi de classement lors du Shoot-Out, performance qu'il n'avait plus réalisé depuis près de sept ans. Malgré des résultats encourageants lors de la saison 2023-2024, avec notamment deux quarts de finale dans des tournois classés, Dominic Dale annonce sa retraite après une défaite à l'avant-dernier tour des qualifications du championnat du monde 2025.  
Il complète son palmarès avec cinq victoires sur des tournois pro-am : le mémorial Liam O'Connor (remporté deux fois) et l'Open des trois rois (remporté trois fois). Sur le circuit principal, Dominic remporte également deux tournois non classés : le Masters de Malaisie et le Snooker Shoot-Out.

## Technique de jeu
Série d'images illustratives de la technique de jeu de Dominic Dale :

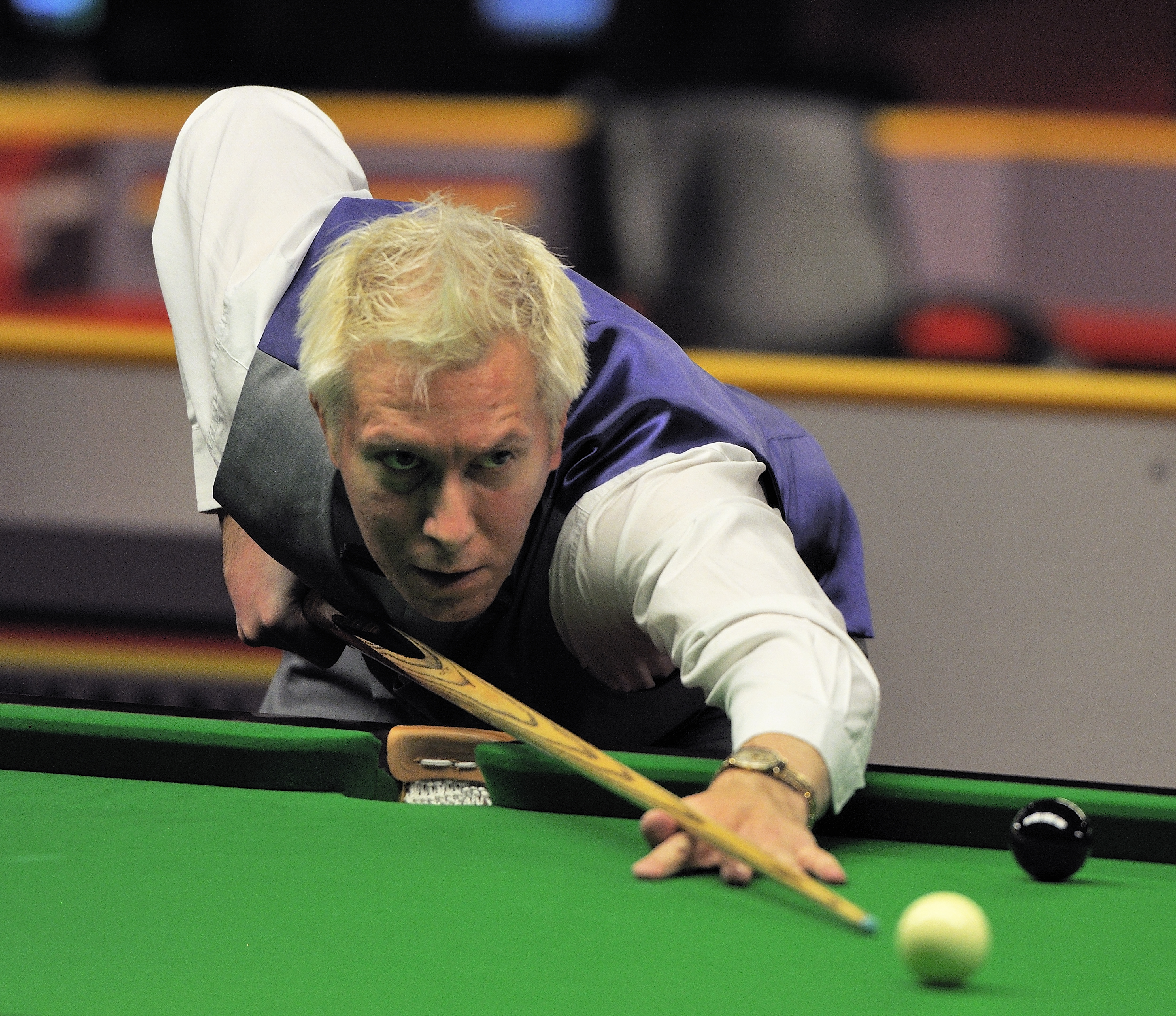
Technique de Dominic Dale (vue de face).
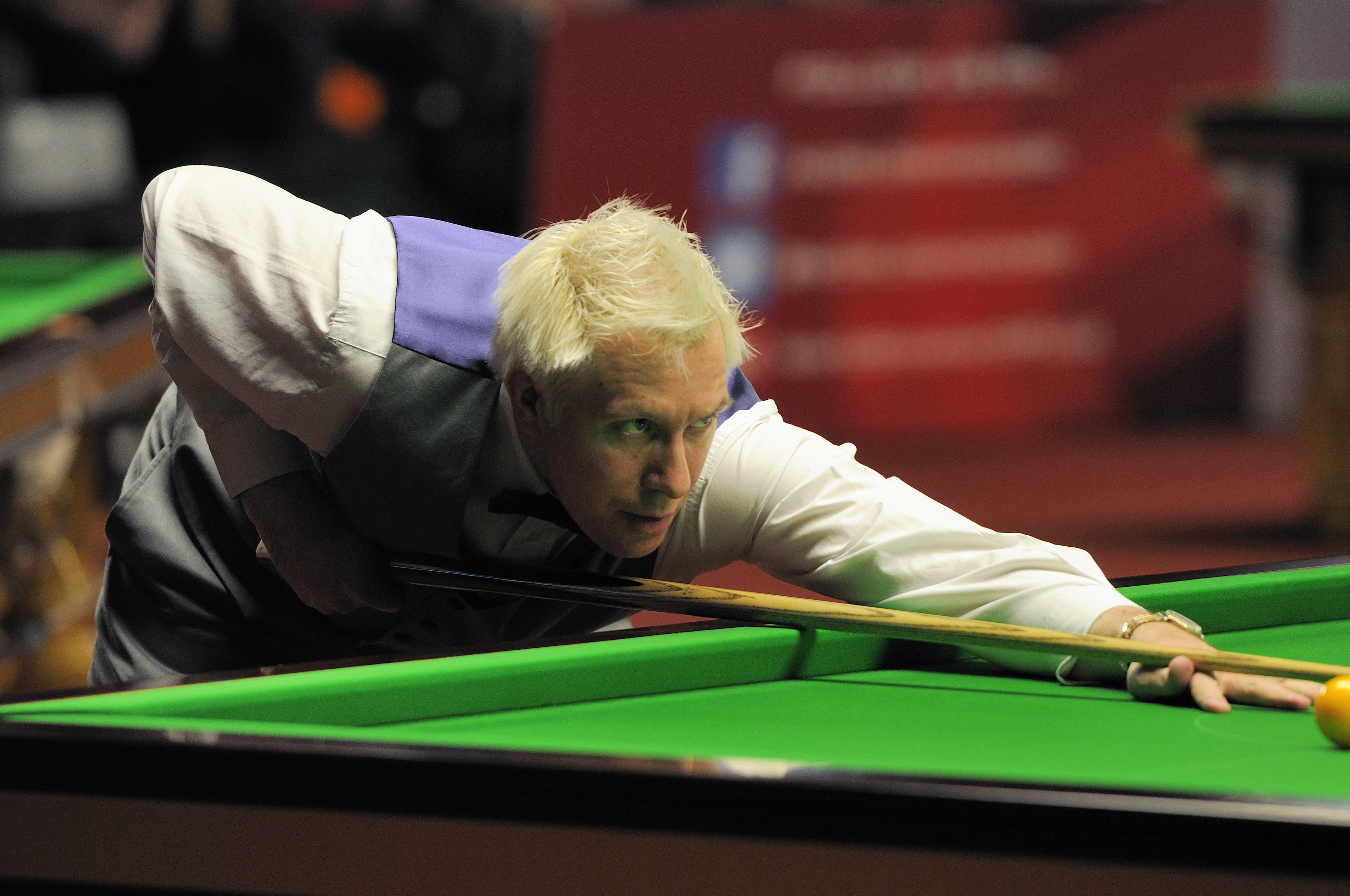
Technique de Dominic Dale (vue de profil).
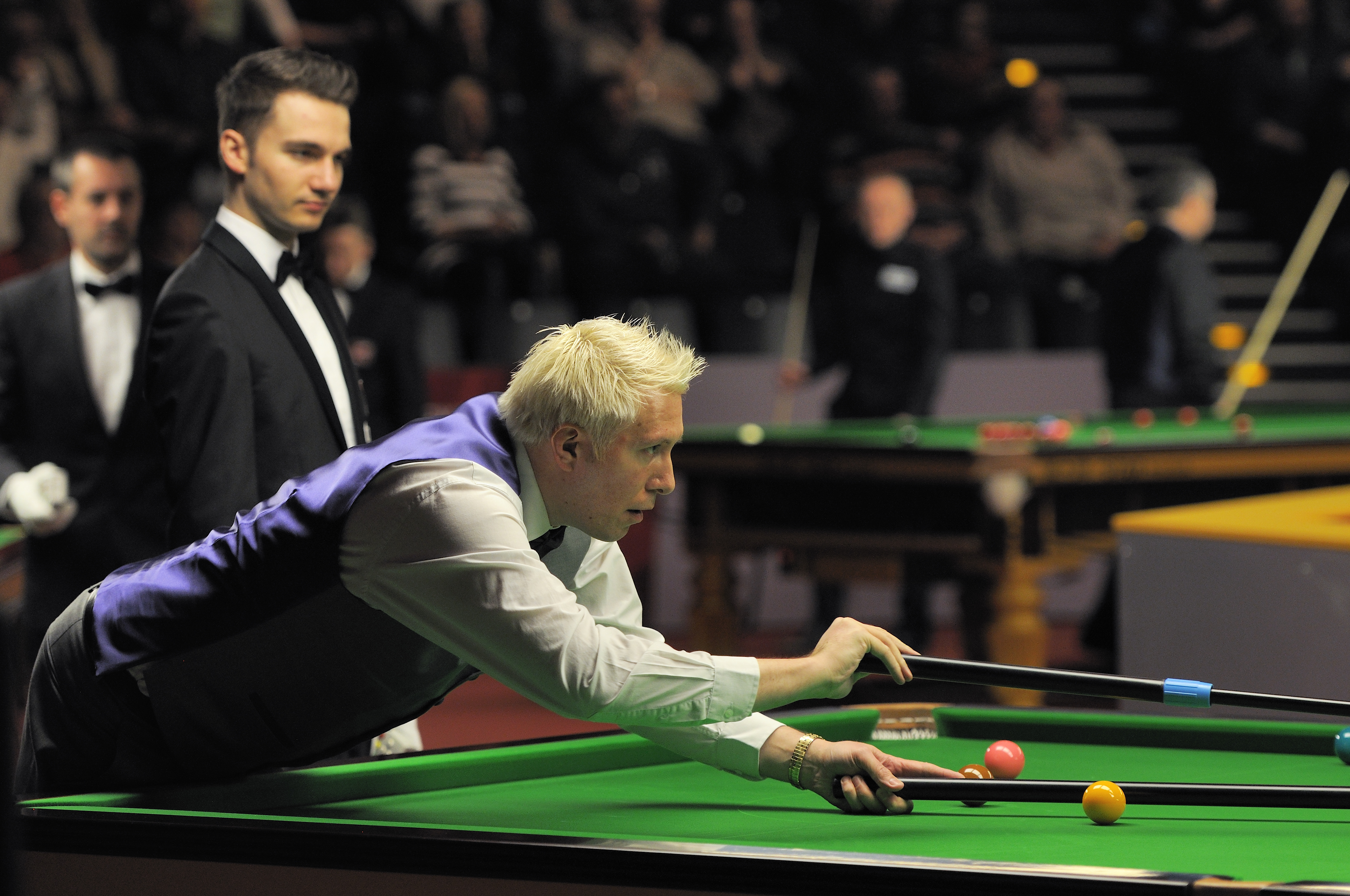
Dominic Dale utilisant le reposoir.
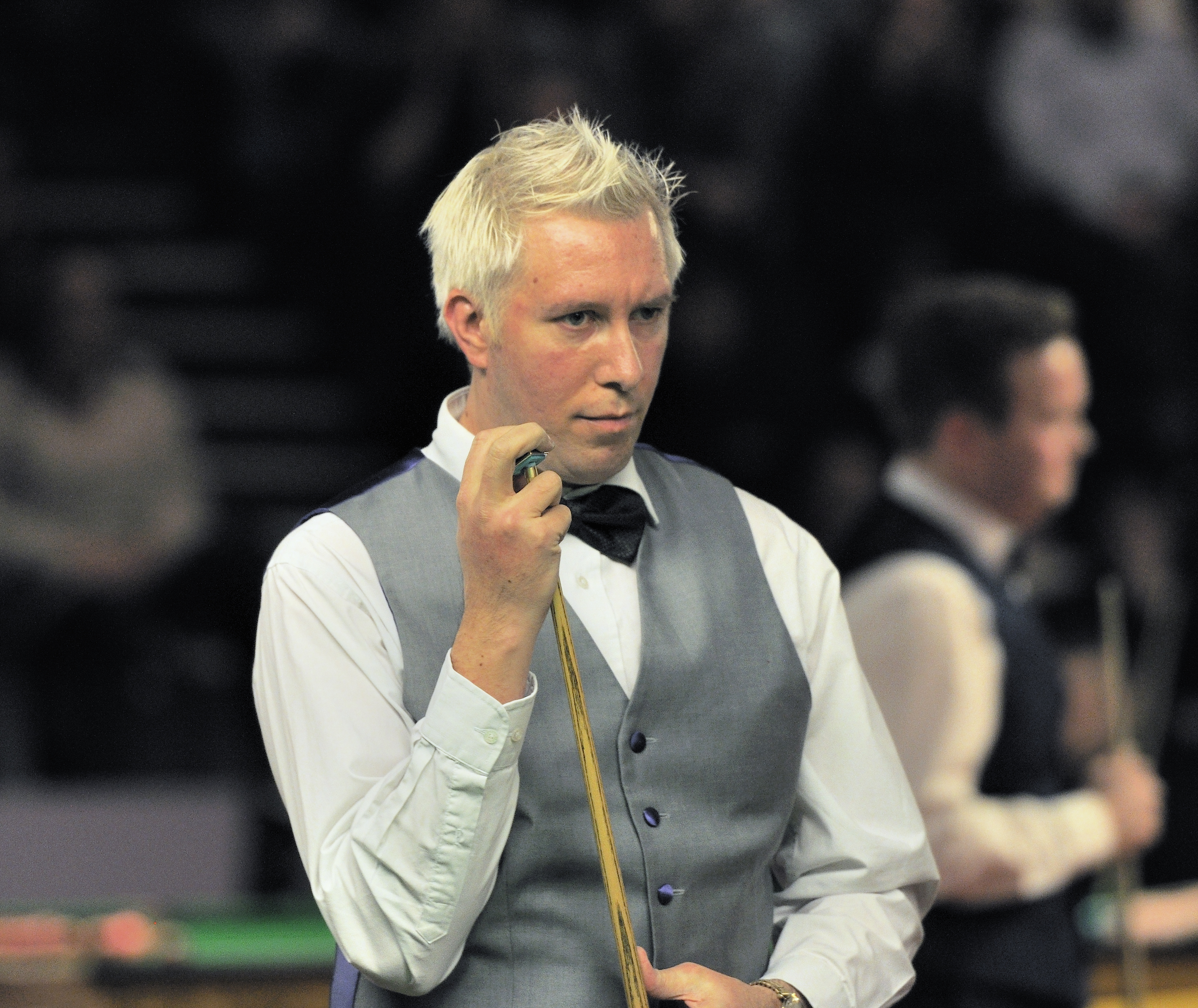
Image illustrant la façon particulière de Dominic Dale d'étaler sa craie sur son procédé.

## Vie personnelle
Peu après sa victoire au Masters de Shanghai, Dale déménage à Vienne avec sa petite amie. Son niveau décline rapidement, ce qu'il attribue à l'absence de partenaire d'entraînement de haut niveau. Après quatre années en Autriche, Dale retourne au Royaume-Uni pour un an. Il vit désormais[Quand ?] à Berlin avec sa fiancée Cindy.

## Palmarès

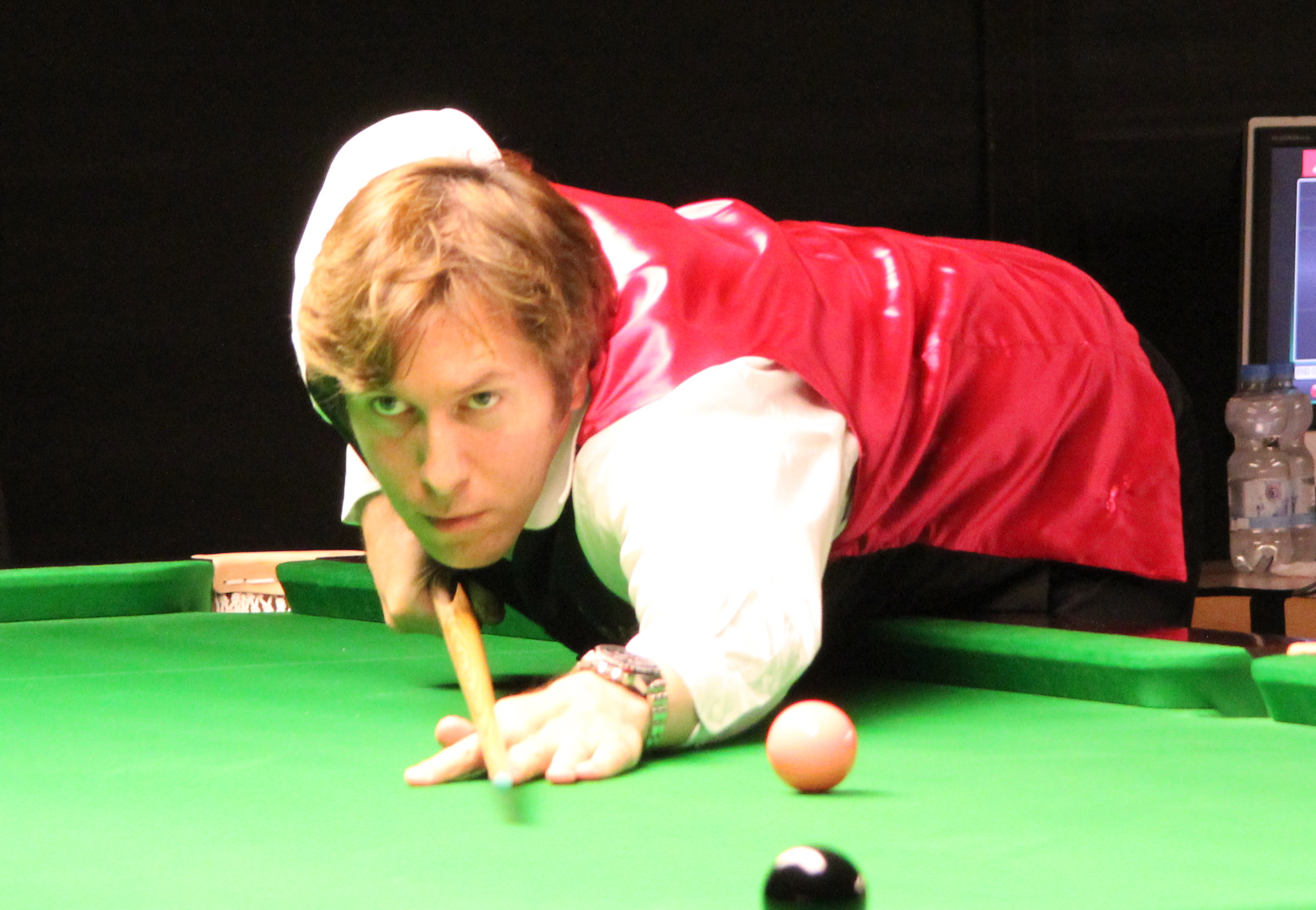
Dominic Dale en 2011.

| Légende | Catégorie                      | Titres                         | Finales                        |
|         | Tournois classés               | 2                              | 0                              |
|         | Tournois classés mineurs       | 1                              | 1                              |
|         | Tournois non classés           | 2                              | 2                              |
|         | Tournois en équipes            | 1                              | 1                              |
|         | Tournois pro-am                | 5                              | 0                              |
|         | Tournois amateurs              | 1                              | 1                              |
| Gras    | Tournois de la triple couronne | Tournois de la triple couronne | Tournois de la triple couronne |

### Titres

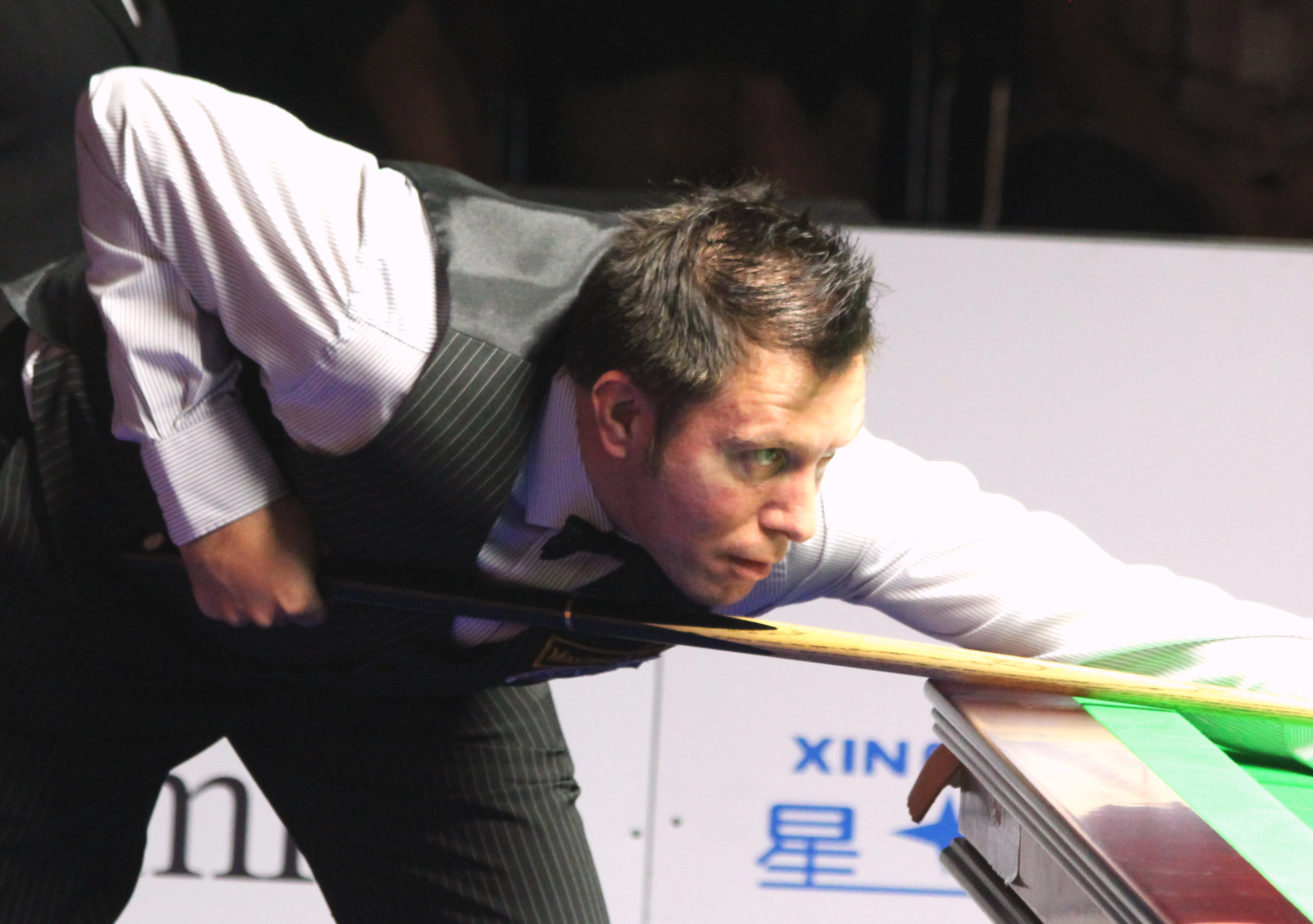
Dale en 2016.

| Saison    | Nom du tournoi                        | Lieu                | Finaliste       | Score | Tableau |
| 1991      | Championnat du pays de Galles amateur |                     | David Bell      | 8-7   |         |
| 1995-1996 | Masters de Malaisie                   |                     | Drew Henry      | 8-3   |         |
| 1997-1998 | Grand Prix                            | Bournemouth         | John Higgins    | 9-6   | Tableau |
| 1998-1999 | Coupe des nations                     | Newcastle upon Tyne | Écosse          | 6-4   |         |
| 2004      | Mémorial Liam O'Connor                | Killarney           | Mario Fernandez | 6-1   |         |
| 2005      | Mémorial Liam O'Connor (2)            | Killarney           | Jamie Jones     | 6-0   |         |
| 2007-2008 | Masters de Shanghai                   | Shanghai            | Ryan Day        | 10-6  | Tableau |
| 2008      | Open des trois rois                   | Brégence            | Richard McHugh  | 5-0   |         |
| 2010      | Open des trois rois (2)               | Brégence            | Matthew Couch   | 5-1   |         |
| 2010-2011 | Épreuve 6 de Sheffield                | Sheffield           | Martin Gould    | 4-3   | Tableau |
| 2011      | Open des trois rois (3)               | Brégence            | Tony Drago      | 5-1   |         |
| 2013-2014 | Snooker Shoot-Out                     | Blackpool           | Stuart Bingham  | 1-0   | Tableau |

### Finales
| Saison    | Nom du tournoi                   | Lieu      | Finaliste           | Score | Tableau |
| 1991      | Championnat du monde amateur     | Bangkok   | Noppadon Noppachorn | 9-11  |         |
| 1999-2000 | Coupe des nations                | Reading   | Angleterre          | 2-6   |         |
| 2003-2004 | Épreuve qualificative au Masters | Londres   | Neil Robertson      | 4-5   |         |
| 2004-2005 | Coupe générale                   | Hong Kong | Issara Kachaiwong   | 3-6   |         |
| 2011-2012 | Épreuve 4 de Sheffield           | Sheffield | Michael Holt        | 2-4   | Tableau |